# مايك بانير
مايك بانير (بالإنجليزية: Mike Banner)‏ (20 أكتوبر 1984 في الولايات المتحدة - ) هو لاعب كرة قدم أمريكي في مركز الوسط. لعب مع شيكاغو فاير وكوكولان بالوفيكوت ونادي ادمونتون وFF Jaro ‏.

## وصلات خارجية
- مايك بانير على موقع الدوري الأمريكي (الإنجليزية)
- مايك بانير على موقع قاعدة بيانات كرة القدم.إي يو (الإنجليزية)
- مايك بانير على موقع Soccerway.com (الإنجليزية)